# リル・ミケーラ
リル・ミケーラ（Lil Miquela）は、トレヴァー・マクフェドリーズとサラ・デクーがデジタルアートとして制作した架空の人物。
ミケーラはInstagramでモデル活動をする音楽家で、カリフォルニア州ダウニー出身とされている。
このプロジェクトは、2016年にInstagramから始まった。Instagramではミケーラの若い女性としてのライフスタイルが表現され、2018年4月までに彼女のアカウントは100万人以上のフォロワーを獲得した。2017年8月、ミケーラはファーストシングル曲「Not Mine」をリリースした。ミケーラが音楽活動を始めたことは、バーチャルミュージシャンのゴリラズや初音ミクの活動に例えられる。